# Климашевский, Анджей
Анджей Александер Климашевский (пол. Andrzej Aleksander Klimaszewski; род. 26 ноября 1954, Познань) — польский гребец-байдарочник, выступал за сборную Польши во второй половине 1970-х — первой половине 1980-х годов. Серебряный и бронзовый призёр чемпионатов мира, участник летних Олимпийских игр в Москве, победитель многих регат национального и международного значения. 

## Биография
Анджей Климашевский родился 26 ноября 1954 года в Познани, Великопольское воеводство. Активно заниматься греблей начал в раннем детстве, проходил подготовку в местном спортивном клубе «Варта».
Первого серьёзного успеха на взрослом международном уровне добился в 1977 году, когда попал в основной состав польской национальной сборной и побывал на чемпионате мира в болгарской Софии, откуда привёз награду бронзового достоинства, выигранную в зачёте четырёхместных байдарок на дистанции 10000 метров. Год спустя на мировом первенстве в югославском Белграде взял в той же дисциплине серебро, ещё через год на аналогичных соревнованиях в немецком Дуйсбурге повторил это достижение. Благодаря череде удачных выступлений удостоился права защищать честь страны на летних Олимпийских играх 1980 года в Москве — в составе двухместного экипажа, куда также вошёл гребец Кшиштоф Лепянка, на тысяче метров стартовал в первом раунде и в дополнительном заезде, но пробиться в полуфинальную стадию так и не сумел.
После московской Олимпиады Климашевский остался в основном составе гребной команды Польши и продолжил принимать участие в крупнейших международных регатах. Так, в 1981 году он съездил на чемпионат мира в английский Ноттингем, где вновь стал серебряным призёром в десятикилометровой гонке четырёхместных байдарок. В следующем сезоне в финском Тампере добавил в послужной список бронзовую медаль мирового первенства, полученную в той же десятикилометровой дисциплине четвёрок. Вскоре по окончании этих соревнований принял решение завершить спортивную карьеру, уступив место в сборной молодым польским гребцам.